# Georg Anton Bredelin
Georg Anton Bredelin (* 18. September 1752 in Biberach an der Riß; † 15. November 1814 ebenda) war ein schwäbischer Lehrer, Schulvisitator und Magister. Nebenher betätigte er sich als Dichter, Musiker und Komponist.

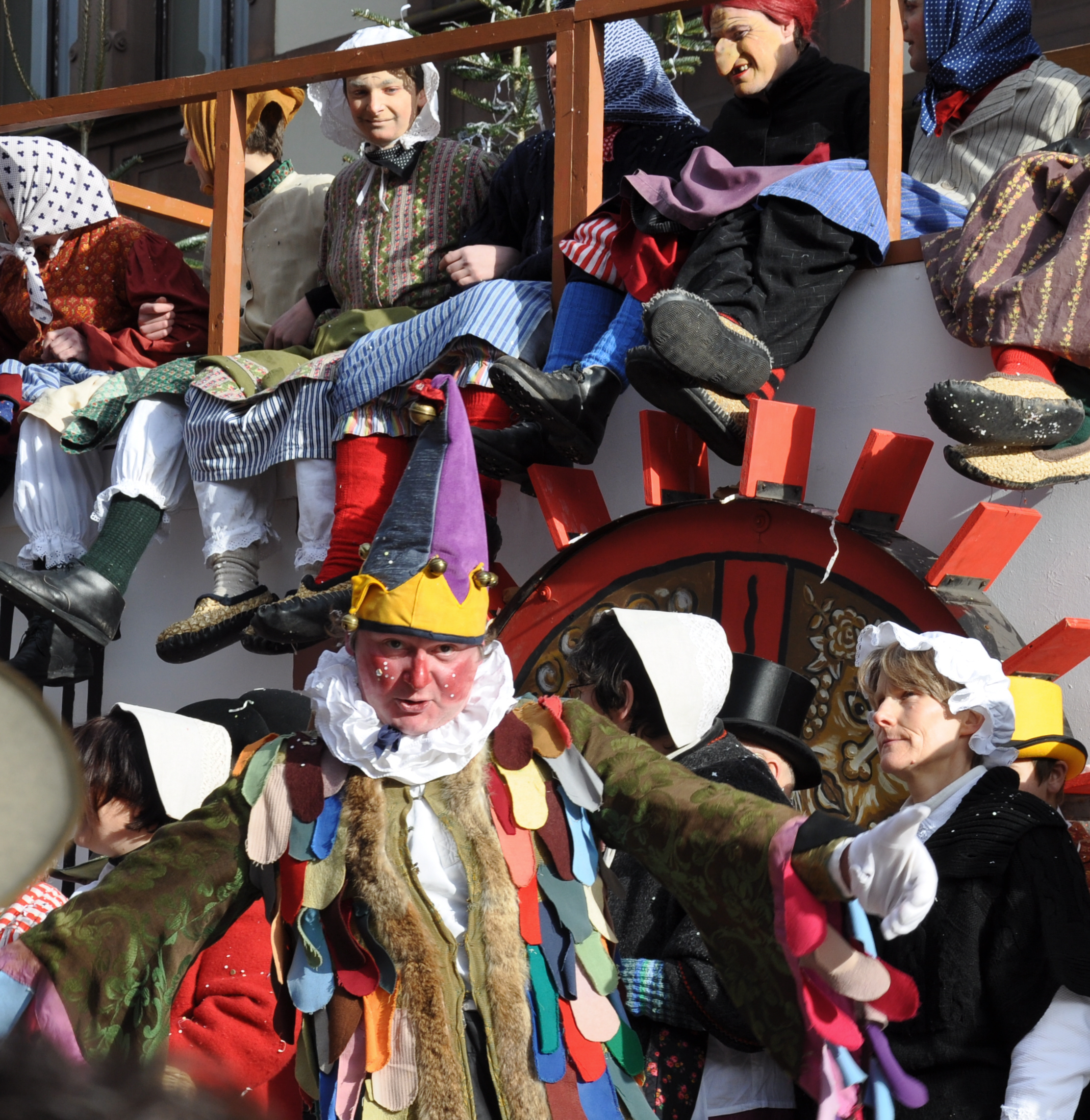
Aufführung von Bredelins „Weibermühle von Tripstrill“ bei der Wolfacher Fasnet 2012

Im April 1781 führte er in Hayingen, wo er als Lehrer arbeitete, das von ihm auf einen eigenen Text komponierte Singspiel Das Ziel und End des Menschen auf.
Nachdem Bredelin in Donaueschingen einen Normallehrkurs absolviert hatte, kam er im Jahre 1784 als Lehrer nach Hausach. Zwei Jahre später erschien als Druck zum Namenstage des Fürsten Joseph Maria Benedikt von Fürstenberg Bredelins Huldigungsgedicht Minervens letztes Fest.
Wegen seiner hervorragenden Leistungen im Schuldienst wurde Bredelin im Jahre 1787 zum Fürstenbergischen Schulvisitator ernannt. Um diese Zeit entstand sein Singspiel Die Weibermühle von Tripstrill, die in Wolfach von der von ihm vermutlich gegründeten und geleiteten „Commedianten-Compagnie“ erstmals gespielt wurde. Bis Ende des 19. Jahrhunderts und wieder regelmäßig seit 1973 sind im Abstand von einigen Jahren öffentliche Aufführungen dieses Singspiels auf dem Marktplatz Teil der Wolfacher Fasnet.
1796 veröffentlichte er ein Büchlein mit dem Titel Biblische Beispiele über die vornehmsten Gegenstände der Religionslehre.
In seiner Heimatstadt Biberach an der Riß setzte Bredelin von 1797 an bis zu seinem Tod 1814 seine Laufbahn als Magister und Musikdirektor fort, widmete sich weiterhin der Schauspielerei und leitete auch Konzerte. So dirigierte er beispielsweise im Jahre 1802 Haydns Oratorium Die Schöpfung. Im Schwäbischen Landesmusikarchiv in Tübingen hat sich die Abschrift eines von Bredelin komponierten vierstimmigen Dies Irae erhalten. Die katholische Komediantengesellschaft in Biberach an der Riß, deren zweiter Vorsteher er war, führte 1802 das von ihm komponierte Singspiel in drei Akten Die Wilden auf. Auch eine große Oper mit dem Titel Der Berggeist schrieb Bredelin, von der aber nur die Aktorenliste erhalten ist.